# 井上なつゑ
井上 なつゑ（いのうえ なつえ、1898年〈明治31年〉7月25日 - 1980年〈昭和55年〉11月13日）は、日本の看護師、政治家。参議院議員。看護師の地位向上に尽力した。

## 経歴
兵庫県加東郡福田村で、井上音松の娘として生まれる。1913年（大正2年）京都産婆学校で修業し産婆検定試験に合格。1917年（大正6年）日本赤十字社大阪支部病院（現大阪赤十字病院）救護看護婦養成所（現大阪赤十字看護専門学校）を卒業。1922年（大正11年）同病院看護婦長に就任。1924年（大正13年）応召して樺太陸軍病院で勤務した。女子英学塾（現津田塾大学）修了後、1928年（昭和3年）イギリスに留学し、1929年（昭和4年）ロンドン大学ベットフォード女子専門学校公衆衛生看護学科を卒業した。
帰国後、日赤大阪支部病院看護婦長、日赤中央病院看護婦養成部書記、女子学習院講師、厚生省研究所講師、日赤中央病院養成部副部長兼看護婦監督、公衆衛生院講師、日赤女子専門学校主事・理事などを歴任した。
戦後、1946年（昭和21年）11月、日本産婆看護婦保健婦協会（現日本看護協会）の初代会長に就任した。1947年（昭和22年）4月、第1回参議院議員通常選挙に全国区から立候補して当選し、その後、緑風会に所属して参議院議員を1期務めた。
1968年（昭和43年）11月の秋の叙勲で勲三等に叙され、宝冠章を受章する。
1980年（昭和55年）11月13日、死去した。82歳没。同月18日、特旨を以て位記を追賜され、死没日付をもって正五位に叙された。

## 著作
- 『保健婦事業の実際』国光出版部、1942年。
- 『アメリカ看護事業の一端』文光堂、1951年。
- 『わが前に道はひらく：井上なつゑ自叙伝』日本看護協会出版会、1973年。